# Geismar (Louisiana)
Geismar ist ein gemeindefreies Gebiet im Ascension Parish im US-amerikanischen Bundesstaat Louisiana 30 km südlich von Baton Rouge.
Geismar liegt am Mississippi und ist ein wichtiger Standort der Chemieindustrie (BASF, Shell, Westlake Chemical, Williams Companies).